# Базилика Святого Иоанна (Де-Мойн)
Базилика Святого Иоанна (англ. Де-Мойн) — малая базилика в Де-Мойне, католический приходской храм Епархии Де-Мойна.
Приход Святого Иоанна основан епископом Давенпортским Генри Косгроувом в 1905 году. Прежде территория относилась к приходу Святого Амвросия. Первым зданием прихода была школа, где преподавали католические монахини. Часовня на втором этаже служила приходу церковью. Первая месса была отслужена на Рождество в 1905 году. Между 1907 и 1918 гг в школе были как начальные, так и средние образовательные программы. В 1912 году рядом со школой был построен приходской дом. А 16 декабря того же года приход был официально зарегистрирован.
Краеугольный камень современного здания церкви был заложен 19 сентября 1926 года. 4 декабря 1927 года базилика была освящена. Великая Депрессия в 1930-х и Вторая мировая война не позволили закончить здание. Первый витраж церкви был установлен лишь в 1947 году, а остальные — к 1953 году.
Базилика Святого Иоанна представляет собой строение в неороманском стиле из индианского известняка. 8 сентября 1987 года здание базилики внесено в Национальный реестр исторических мест. 4 октября 1989 года Папа Иоанн Павел II возвёл церковь Святого Иоанна Богослова в статус малой базилики.
В 1992 году базилика Святого Иоанна объединилась с семью церквями Де-Мойна и создала Приют объединённых церквей (позже Приют Центральной Айовы) для борьбы с бедностью и помощью бездомным на территории епархии.

## Галерея

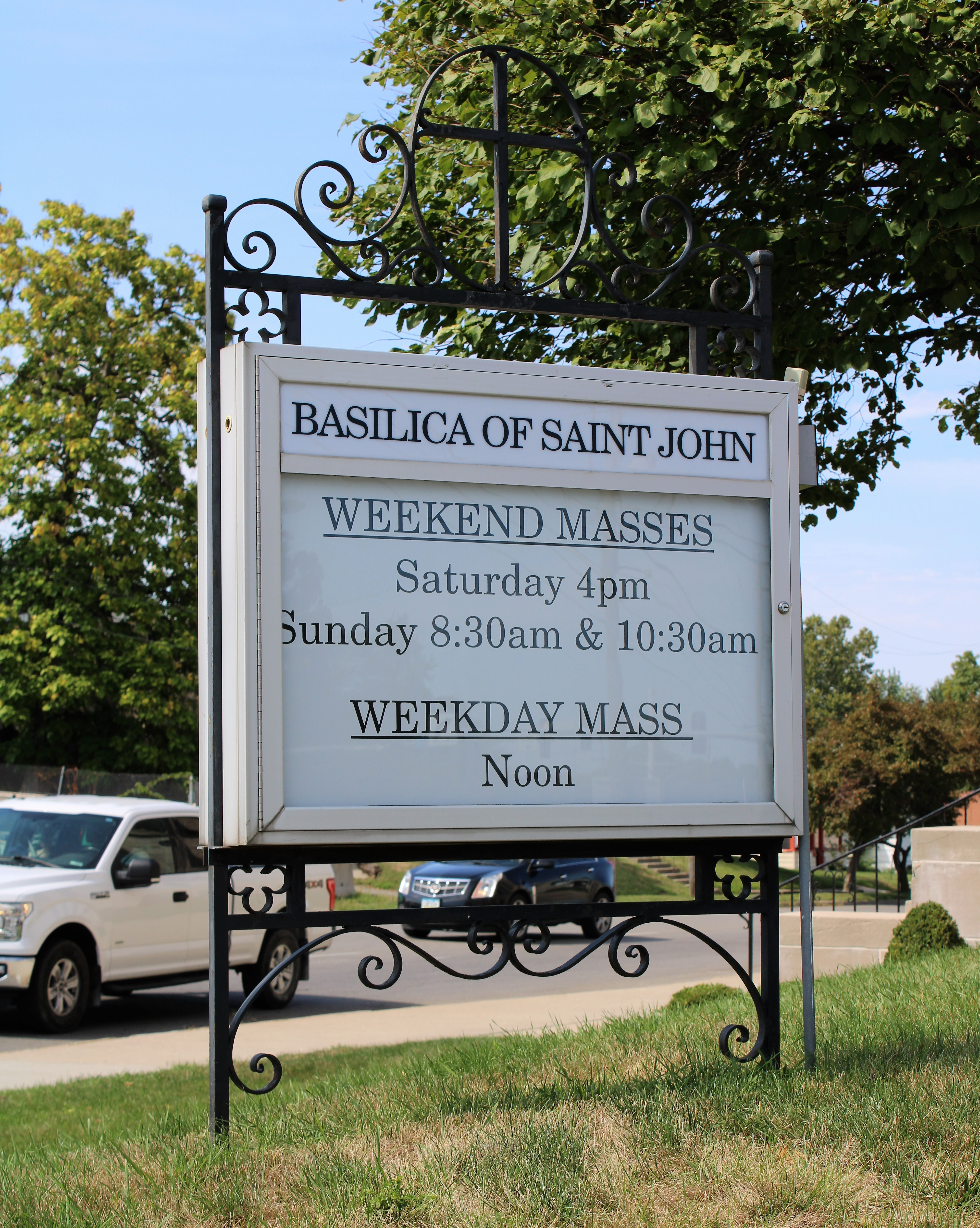
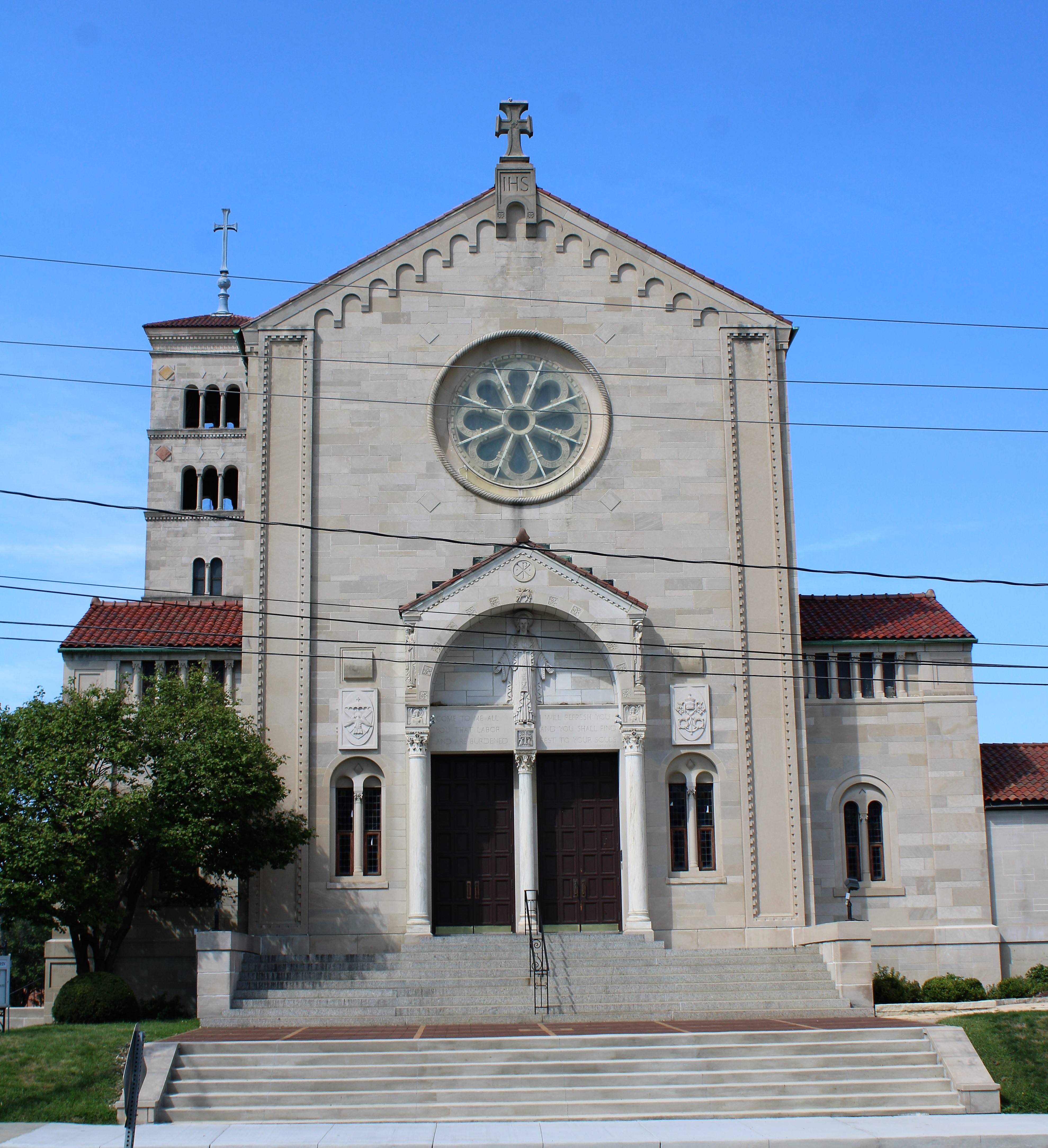
Фасад базилики
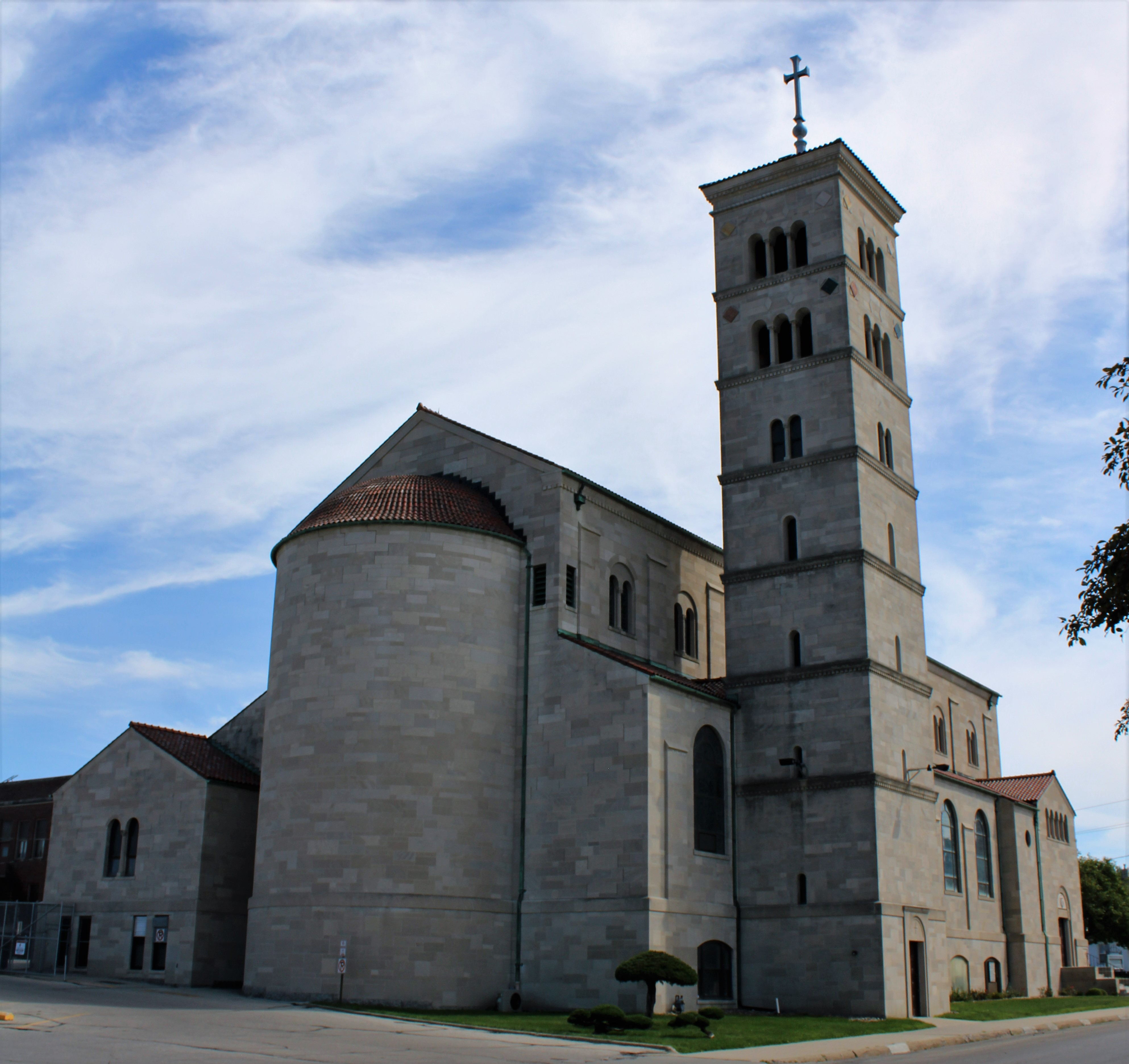
Алтарь и колокольня
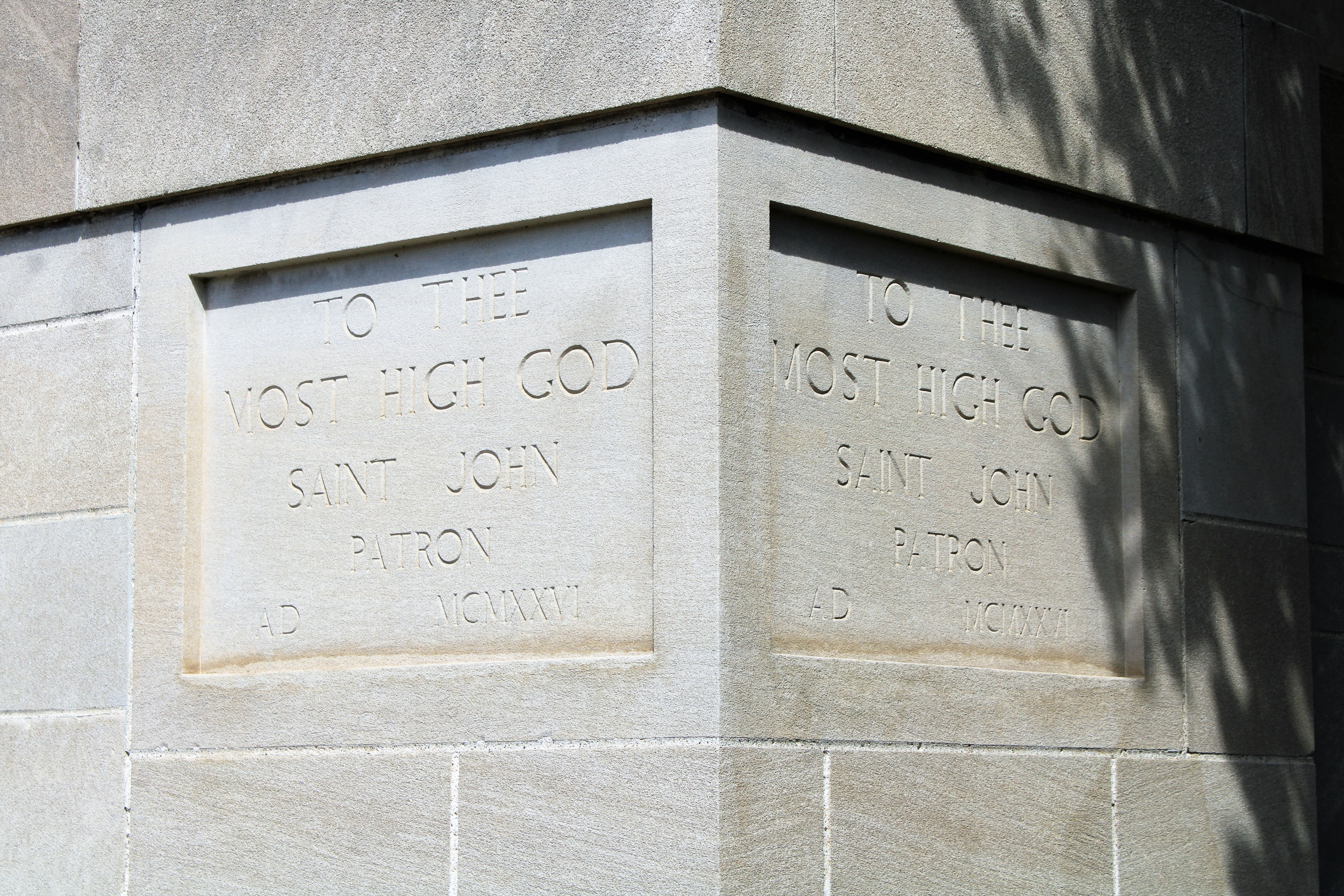
Краеугольный камень